# Associazione Calcio Treviso 1966-1967
Questa voce raccoglie le informazioni riguardanti l'Associazione Calcio Treviso nelle competizioni ufficiali della stagione 1966-1967.

## Rosa
| N. |                   | Ruolo | Calciatore         |
| -- | ----------------- | ----- | ------------------ |
|    | Italia (bandiera) | C     | Mario Agnoletto    |
|    | Italia (bandiera) | C     | Paolo Agnoletto    |
|    | Italia (bandiera) | C     | Renato Bellina     |
|    | Italia (bandiera) |       | Aldo Bressan       |
|    | Italia (bandiera) | D     | Antonio Bressan    |
|    | Italia (bandiera) | C     | Pierluigi Busatta  |
|    | Italia (bandiera) | P     | Leandro Casagrande |
|    | Italia (bandiera) | C     | Graziano Cognolato |
|    | Italia (bandiera) | C     | Luciano D'Andrea   |
|    | Italia (bandiera) | A     | Costantino Fava    |
|    | Italia (bandiera) | C     | Enzo Fregonese     |
|    | Italia (bandiera) | C     | Gianfranco Fuser   |

| N. |                   | Ruolo | Calciatore          |  |
| -- | ----------------- | ----- | ------------------- |  |
|    | Italia (bandiera) | A     | Giuseppe Galtarossa |  |
|    | Italia (bandiera) | D     | Tito Livio Marcato  |  |
|    | Italia (bandiera) | C     | Francesco Paladin   |  |
|    | Italia (bandiera) | D     | Aldo Secco          |  |
|    | Italia (bandiera) | C     | Maurizio Simonato   |  |
|    | Italia (bandiera) | D     | Alessandro Sirena   |  |
|    | Italia (bandiera) | C     | Paolo Sottana       |  |
|    | Italia (bandiera) | C     | Gennaro Spangaro    |  |
|    | Italia (bandiera) | P     | Giusto Paolo Zabeo  |  |
|    | Italia (bandiera) | D     | Mario Zathila       |  |
|    | Italia (bandiera) | C     | Luciano Zanardello  |  |